# HMS Chanticleer (U05)
Pour les autres navires du même nom, voir HMS Chanticleer.
Le HMS Chanticleer est un sloop britannique, de la classe Black Swan modifiée, qui participa aux opérations navales contre la Kriegsmarine (marine Allemande) pendant la seconde Guerre mondiale.

## Construction et conception
Le Chanticleer est commandé le 9 janvier 1941 dans le cadre de programmation de 1940 pour le chantier naval de William Denny and Brothers à Dumbarton, en Ecosse. La pose de la quille est effectuée le 6 juin 1941, le Chanticleer est lancé le 24 septembre 1942 et mis en service le 29 mars 1943 avec un temps de construction de 23 mois et 5 jours.
Il a été adopté par la communauté civile de Gravesend dans le Kent, dans le cadre de la Warship Week (semaine des navires de guerre) en 1942.
Les sloops de la classe Black Swan ont fait l'objet de nombreuses modifications au cours du processus de construction, à tel point que la conception a été révisée, les navires ultérieurs (du programme de 1941 et suivants) étant décrits comme la classe Black Swan modifiée. Bien que Wren ait été fixé selon la conception originale, elle a été achevée plus tard que certains des navires de classe modifiés, et avec les modifications apportées lors de sa construction, il était impossible de les distinguer des navires modifiés de Black Swan.
La classe Black Swan modifiée était une version élargie et mieux armé pour la lutte anti-sous-marine de la classe Black Swan, elle-même dérivée des sloops antérieurs de la classe Egret. L'armement principal se composait de six canons antiaériens QF 4 pouces Mk XVI dans trois tourelles jumelles, de 6 Canons jumelés de 20 mm Oerlikon Anti-aérien, de 4 canons de 40 mm pom-pom. L'armement anti-sous-marin se composait de lanceurs de charges de profondeur avec 110 charges de profondeur transportées. Il était aussi équipé d'un mortier Hedgehog anti-sous-marin pour lancer en avant ainsi qu'un équipement radar pour le radar d'alerte de surface type 272, et le radar de contrôle de tir type 285,.

## Historique
Après des essais et sa mise en service opérationnelle à Tobermory, en mai 1943, le Chanticleer est affecté au 7e Groupe d'escorte basé à Greenock pour des missions d'escorte de convois dans l'Atlantique.
En juin 1943, il participe à différentes missions de protections de convois comme un quai flottant remorqué d'Oban à Malte par le passage à Gibraltar ou l'escorte de convoi KMF18 entre Gibraltar et le Royaume-Uni
En juillet 1943, le Chanticleer accompagne le convoi KMF19 lors du passage à Beach Head, en Sicile, puis rejoint la Force d'appui Est pour soutenir les débarquements alliés, l'opération Husky en Sicile.
À la libération de l'opération Husky, le Chanticleer reprend l'escorte des convois atlantique et ses fonctions de soutien.
Le 15 novembre 1943, à 15 h 24, au cours de la défense du convoi combiné MKS30 et SL139 contre les attaques des U-Boote du Wolfpack Schill 1 (activé du 16 au 22 novembre 1943 et composé des 8 U-Boote suivants: U-211, U-228, U-262, U-333, U-358, U-426, U-516 et U-600), le HMS Chanticleer (sous les ordres du lieutenant Robert Henry Bristowe, DSO, RN) est touché par une torpille acoustique (T5-GNAT) tirée de l'U-515 à la position géographique de 39° 47′ N, 20° 12′ O, à 400 kilomètres à l'Est-Nord-Est de l'île de San Miguel, aux Açores.
Le sloop, gravement endommagé, est remorqué par le HMS Salveda à Horta aux Açores, où il est déclaré perte totale.
Le navire est alors transformé en ponton et utilisé comme navire de base pour le personnel de la Royal Navy servant à Horta et est rebaptisé Hesperides. Le 31 décembre 1943, cette identité change en Lusitania II, mais le navire continué à être utilisé comme navire de base pour le reste de la guerre européenne lorsqu'il est de nouveau désactivé. La carcasse est vendue pour son démantèlement à Lisbonne en 1946.